# Greta Magnusson (friidrottare)
Greta Magnusson, född 8 mars 1929 i Vänersborg, död 16 januari 1998 i Ed, var en svensk friidrottare (sprinter och längdhoppare). Hon tävlade för Ödskölts IF och senare IK Orient. Hon utsågs år 1952 till Stor grabb/tjej nummer 164.
Magnusson deltog vid olympiska spelen i Helsingfors år 1952. Där blev hon oplacerad i stafett 4x100 meter och kom på 20:e plats i längdhopp.